# Kenyanthropus platyops
Homo platyops (Kenyanthropus platyops) – żyjący ok. 3,5–3,2 mln lat temu wymarły gatunek ssaka naczelnego należący do podrodziny Homininae.
Został odkryty w roku 1999 nad jeziorem Turkana w Kenii przez kenijskiego paleoantropologa Justusa Erusa pracującego w zespole badawczym Meave Leakey. Jest on coraz częściej uważany za praprzodka rodzaju Homo (przedstawiciela linii ewolucyjnej prowadzącej do Homo), w szczególności wskazywane jest jego ewentualne dość bliskie podobieństwo do gatunku Homo rudolfensis. Miał on płaską twarz (stąd nazwa, po ang. Flat-faced man of Kenya – Człowiek kenijski o płaskiej twarzy, nadana przez Meave Leakey) i dość dużą puszkę mózgową. Posiadał jednak wiele cech prymitywnych, które zbliżają go do australopiteków. Linie ewolucyjne kenyanthropusa i australopiteków rozdzieliły się przypuszczalnie ok. 4 mln lat temu.
Cela-Conde i Ayala w 2003 zaliczyli gatunek do rodzaju Homo.